# Lanzagranadas acoplado

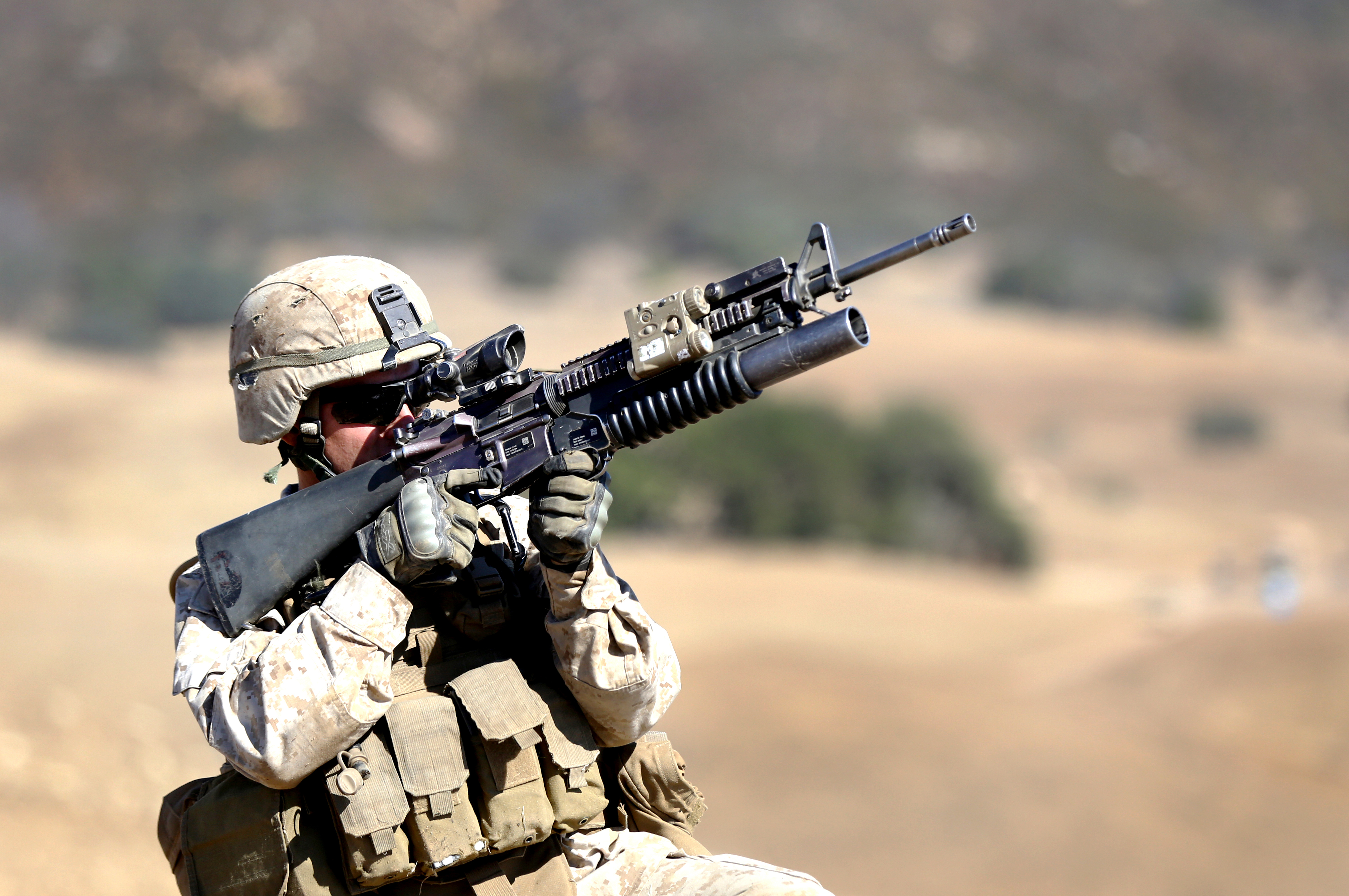
Marine estadounidense apuntando el M203 de su M16.

El lanzagranadas acoplado es un lanzagranadas montado debajo del cañón de un fusil de asalto. Generalmente son de calibre 40 mm como el M203 estadounidense, el cual es montado en el M16 y la M4 entre otros fusiles o el Heckler & Koch AG36, el cual es montado en el SA80 o el Heckler & Koch G36. Todos estos lanzagranadas disparan granadas de 40 mm.
En los sistemas de recarga de los lanzagranadas occidentales, generalmente se desliza el cierre de la recámara hacia adelante como el M203 o su cañón pivota a un lado como el AG36, y en los orientales son cargados por la boca como el GP-25 soviético.
Este tipo de lanzagranadas data de la década de 1960, con el XM148 estadounidense siendo empleado  en la Guerra de Vietnam.